# Берзинскис, Эвальд
Эвальд Берзинскис (латыш. Ēvalds Berzinskis; 24 января 1891, Лиелвирцава, Курляндская губерния — 6 апреля 1968, Рига) — латвийский виолончелист и музыкальный педагог. Народный артист Латвийской ССР (1965).

## Биография
Начал заниматься музыкой под впечатлением от игры Ото Фогельманиса, первые уроки взял у него в 1904 году. Окончил физико-математический факультет Московского университета (1916) и Московскую консерваторию (1918), ученик Альфреда фон Глена.
В 1920—1921 годах в оркестре Рижской оперы, в 1922—1925 гг. — Лиепайской оперы. Одновременно с начала 1920-х гг. выступал в составе Латвийского струнного квартета (примариус Арвидс Норитис). В 1928—1929 гг. вместе с Норитисом и пианистом Вилисом Илстерсом гастролировал по Австралии в составе фортепианного трио. С 1929 по 1956 гг. концертмейстер Латвийской национальной оперы. С 1944 г. преподавал в Латвийской государственной консерватории им. Я. Витола, с 1959 г. профессор. Среди его учеников — Олег Барсков и Элеонора Тестелец.
Жена — оперная певица Хелена Цинка-Берзинска.

## Награды
- Народный артист Латвийской ССР (1965)
- орден Трудового Красного Знамени (03.01.1956)